# Polydora wobberi
Polydora wobberi är en ringmaskart som beskrevs av S.F. Light 1970. Polydora wobberi ingår i släktet Polydora och familjen Spionidae. Inga underarter finns listade i Catalogue of Life.